# گری ویلیامز
گری ویلیامز (انگلیسی: Gary Williams؛ زادهٔ ۴ مارس ۱۹۴۵) بازیکن و مربی بسکتبال اهل ایالات متحده آمریکا است.